# Breno & Caio Cesar
Breno & Caio Cesar é uma dupla sertaneja formada pelos irmãos gêmeos Breno Cesar Lolli e Caio Cesar Lolli (São Paulo, 12 de janeiro de 1997).

## História

### 2013–2014
De ascendência italiana, Breno e Caio César, gêmeos, nasceram na capital de São Paulo no dia 12 de janeiro de 1997 mas foram criados no interior do estado. Aos 13 anos com ajuda do irmão mais velho e da família os gêmeos lançaram a primeira canção "Doideira (Virou Minha Cabeça)", a canção fez sucesso nas rádios do interior de São Paulo e sul de Minas Gerais. 
Em abril de 2013 a dupla lançou a canção "Londres" juntamente com um videoclipe gravado no exterior.

### 2015
Em maio de 2015 a dupla participou do programa Superstar da Rede Globo cantando a canção "7 Bilhões" mas não passou na fase das audições. Depois desse reconhecimento a dupla fora apadrinhada pelo cantor Michel Teló, passando assim ser gerenciada pelo escritório Brothers de Teló.

### 2016-presente
Em agosto de 2016 a dupla gravou o primeiro DVD na carreira, o projeto foi gravado na casa da dupla localizada em um bairro de alto padrão na cidade de Barueri. Em setembro de 2016 a canção "6 Graus Abaixo de Zero" foi enviada as rádios como primeiro single do disco #JuntosComBCC. Após o sucesso do álbum a dupla assinou contrato com a gravadora Som Livre, anunciado em 15 de fevereiro de 2017, relançando assim o DVD de forma nacional pela gravadora.

## Discografia
Álbuns de estúdio
- 2018: No Sofá da Sala

Álbuns ao vivo
- 2016: #JuntosComBCC

EP´s
- 2014: Dói

## Singles
| Ano  | Título                           | Melhor posição | Álbum         |
| Ano  | Título                           | BRA            | Álbum         |
| ---- | -------------------------------- | -------------- | ------------- |
| 2013 | "Londres"                        | 28             | Dói - EP      |
| 2013 | "Tô Querendo"                    | 24             | Dói - EP      |
| 2014 | "Vento"                          | 39             | Dói - EP      |
| 2014 | "Dói"                            | 51             | Dói - EP      |
| 2015 | "Sete Bilhões"                   | 59             | #JuntosComBCC |
| 2016 | "6 Graus Abaixo de Zero"         | 46             | #JuntosComBCC |
| 2017 | "Nosso Infinito"                 | 9              | #JuntosComBCC |
| 2018 | "Deixa Eu Te Chamar de Meu Amor" | 5              | Apenas Single |
| 2019 | "Quero Sentir de Novo"           | -              | Apenas Single |
| 2019 | "V de Volta"                     | -              | Apenas Single |